# Kotjärnen (Vilhelmina socken, Lappland)
Kotjärnen är en sjö i Vilhelmina kommun i Lappland och ingår i Ångermanälvens huvudavrinningsområde.